# Necromunda
Necromunda ist ein Tabletop-Spiel der Firma Games Workshop von 1995 und spielt in der dystopischen Zukunft des Warhammer-40.000-Universums.
Während man in Warhammer 40.000 auf verschiedenen Welten der Galaxie mit verschiedenen Armeen aufeinander trifft, spielen alle Kampfhandlungen in Necromunda auf dem gleichnamigen Planeten. Diese Kämpfe werden auch nicht zwischen großen Kampfverbänden ausgetragen, sondern zwischen Gangs, die meist nur eine Handvoll Mitglieder haben.

## Spielprinzip
Die grundlegende Spielidee ist es, Gangkämpfe im 41. Jahrtausend mit Hilfe von Metall- oder Plastikminiaturen der Firma Games Workshop darzustellen.
Das Spiel ähnelt in seinem Regelwerk sehr stark den Warhammer-40.000-Regeln der zweiten Edition (die momentan aktuelle Version ist die Zehnte). So sind Waffen sowie die Regeln für Fern- und Nahkampf dem Regelwerk der zweiten Warhammer 40.000 Edition teilweise ähnlich. Diese wurden jedoch stark erweitert, um das Spielgeschehen „realistischer“ zu machen. Es werden aber nicht Armeen, sondern kleinere Gangs ins Feld geführt, deren Mitglieder je nach Ausrüstung und Erfahrung einen unterschiedlich hohen Punktwert besitzen. Hierbei kann es vorkommen, dass Gangs aufeinandertreffen, die einen unterschiedlichen Punktwert besitzen. Für diesen Fall erhält die punktschwächere Gang nach dem Kampf meistens einen Bonus auf die gesammelten Erfahrungspunkte. Der Schwerpunkt wurde auf die Entwicklung einer Gang gelegt, das heißt, die einzelnen Kämpfer stehen nicht für sich alleine, sondern werden in eine Kampagne eingebunden, in der die einzelnen Gangmitglieder Erfahrung sammeln und somit neue Fertigkeiten erlernen sowie ihre Körpereigenschaften wie Stärke, Widerstandskraft oder Geschick im Umgang mit Waffen verbessern.
Das Spiel ist rundenbasierend und jeder Spieler führt innerhalb einer Runde alle ihm möglichen Aktionen aus. Diese unterteilen sich grob in Bewegung, Fern- und Nahkampf. Um zu ermitteln, ob die jeweiligen Aktionen gelingen, werden in den meisten Fällen einer oder mehrere sechsseitige Würfel verwendet, die je nach Aktion eine bestimmte Augenzahl erzielen müssen.

## Hintergrund
Die Welt Necromunda ist eine sogenannte Makropolwelt, was bedeutet, dass die Oberfläche des Planeten durch industrielle Verschmutzung und Kriege für normale Menschen so gut wie unbewohnbar ist. Alle Bewohner des Planeten leben in sogenannten Makropolen, die sich wie Ameisenhügel bis in die Atmosphäre erstrecken. Diese Gebilde sind meist mehrere tausend Jahre alt und „natürlich gewachsen“. Überall auf Necromunda gibt es diese Makropolen, doch die Kämpfe im Spiel Necromunda finden alle im Hive Primus statt, der Hauptmakropole des Planeten, in der auch der Imperiale Gouverneur aus dem Haus Helmawr und seine Familie leben. Er und andere Adelsfamilien (auch noble Häuser genannt) leben in der Spitze des Hives, dem sogenannten Spire. Dieser wird von den darunterliegenden Sektionen der Makropole durch die „Wand“ getrennt, ein Schutzwall, der nur an wenigen Stellen bewachte Durchgänge für Händler und Versorgungslinien hat. Obwohl der Gouverneur und die anderen Adelsfamilien den Planeten beherrschen, sind sie auch abhängig von der unter der „Wand“ liegenden Hive City, da dort die Industrieanlagen, Kraftwerke und lebenserhaltenden Systeme des Hives liegen. Hive City wiederum ist zwischen sechs Häusern aufgeteilt, die diese Ressourcen kontrollieren, um zu überleben. Die einzelnen Häuser sind unabhängig voneinander und mischen sich in der Regel nicht in die Angelegenheiten anderer Häuser ein. Sie regieren sich selbst und stellen ihre eigenen Gesetze auf. Allerdings kommt es ab und zu zwischen kleineren Verbänden der Häuser zu Scharmützeln, Gangkämpfen, die durch das Necromunda Spielsystem beschrieben werden.
Das Leben in Hive City ist sehr gefährlich und rau, die Bewohner sehen nie das Tageslicht und atmen schlecht aufbereitete Luft und leben meistens zwischen Industrieabfällen und anderen Giften, die entweder von oben oder unten durch den Hive sickern.
Unter der Hive City befindet sich der Underhive, eine Region, in der die Gesetzlosen und Ausgestoßenen von Hive City leben. Ein normaler Hivebewohner traut sich hier nicht hin, da er viel zu große Angst davor hat, was mit ihm dort passieren könnte.
Ganz am Boden angekommen befindet sich der Sumpf, eine nicht weiter definierbare Masse aus kollabierten Konstruktionen, in der Mutanten und andere Schrecken darauf warten, unachtsame Besucher zu verschlingen. Während man im Underhive mit viel Überlebenswillen noch eine Chance hat zu überleben, so ist der Sumpf schlichtweg unbewohnbar.

## Häuser
Wie schon erwähnt, werden die Fraktionen in Necromunda Häuser genannt, die hier nun im Einzelnen vorgestellt werden sollen.

### Orlock
Das Haus Orlock ist auch als das Haus des Eisens bekannt, denn sein Grundstein beruht auf tiefliegenden Minen, in denen sie aus Eisenschlacke genug brauchbares Material filtern, um ihre Industrien zu versorgen. Jahrhundertelange Abbautätigkeiten führen dazu, dass immer wieder Strukturen durch die Minenarbeiten des Hauses kollabierten, was im Extremfall zu einem Hivebeben führt.
Seit mehreren Jahrhunderten hat das Haus Orlock einen Vertrag über die Metallversorgung mit dem Noblen Haus Ulanti, in dem sich das Haus Orlock verpflichtet, genug Metall für die Bedürfnisse des Hauses Ulanti zu liefern. Dieser Vertrag wurde vorher vom Haus Delaque erfüllt, doch gelang es dem Haus Orlock durch Sabotageakte an Fabriken des Hauses Delaque, den Vertrag für sich zu sichern. Daher besteht eine Feindschaft zwischen den Häusern Orlock und Delaque.

### Goliath
Das Territorium des Hauses Goliath liegt inmitten von Hive City und beinhaltet einige der unwirtlichsten Regionen. Die vor allem schweren Industrien des Hauses sorgen dafür, dass es im Gebiet des Hauses sehr heiß und sehr dreckig ist, oft ist die Luft angefüllt von giftigem Smog oder Dämpfen. Als natürliche Anpassung an diese Bedingungen sind die Mitglieder des Hauses sehr zäh und hartnäckig. Obwohl jeder Bewohner von Hive City durch den täglichen Kontakt mit Giften eine gewisse Resistenz gegen die widrigen Umweltbedingungen aufgebaut hat, sind die Mitglieder des Hauses Goliath auf ihre Zähigkeit und Widerstandskraft besonders stolz.
Andere Häuser halten das Haus Goliath für barbarisch, primitiv und unzuverlässig. Allerdings tut das Haus Goliath durch Institutionen wie ihre Kampfgruben oder Bräuche wie das Fest der Gefallenen nichts, um den Eindruck zu zerstreuen, dass es sich bei ihnen um gewalttätige Menschen handelt, die ihren Nachbarn feindlich gesinnt sind. Für einen Goliath sind Größe und Stärke die Dinge, die den Wert eines Menschen in der Gesellschaft ausmachen. Das Erscheinungsbild eines Goliathkämpfers ist sehr roh, oft tragen sie einen Irokesen und schwere Ketten.

### Escher
Das Haus Escher unterscheidet sich wesentlich von allen anderen Häusern von Hive City. Zwar wird auch das Haus Escher von einer herrschenden Familie geführt, und das politische und soziale Leben wird stark durch diese Familienbande bestimmt. Im Gegensatz zu den anderen Häusern, die eine ausbalancierte Bevölkerungsstruktur haben, besteht das Haus Escher fast ausschließlich aus Frauen. Die wenigen Männer des Hauses sind klein und degeneriert, womöglich durch einen Gendefekt in der Blutlinie, und spielen im normalen Leben des Hauses keine Rolle.
Da das Haus Escher schon lange mit diesem Ungleichgewicht lebt, stellt es für sie keinen Nachteil mehr dar. Die Escher sind für ihre Arroganz und dafür bekannt, dass sie auf die Männer der anderen Häuser von oben herab blicken. Sie verabscheuen das Haus Goliath für seine Rohheit, und Kämpfe zwischen den beiden Häusern sind keine Seltenheit.

### Van Saar
Das Haus van Saar ist bekannt für die Qualität seiner technischen Produkte. Zwar stellt das Haus dieselben Produkte her, die auch sonst überall im Imperium hergestellt werden, aber ihre Verarbeitungsprozesse sind sehr präzise, und die Endprodukte sind immer von höchster Qualität. Die Noblen Häuser des Spire bezahlen sehr gut für die Produkte des Hauses, und somit ist das Haus van Saar das wahrscheinlich wohlhabendste Haus von Hive City.
Die van Saar haben den Ruf, zielstrebige und humorlose Menschen zu sein, mit einem tief verwurzelten Sinn für Ordnung. Wie alle anderen Häuser haben sie eine besondere Art sich zu kleiden. Im Fall des Hauses van Saars ist dies ein enganliegender Schutzanzug, der entwickelt wurde um den Träger vor den Umweltbedingungen der Hive City zu schützen. Der Anzug bereitet Schweiß und andere Körperflüssigkeiten zu Trinkwasser auf und warnt seinen Träger vor gefährlichen Umweltbedingungen.

### Delaque
Das Haus Delaque zieht besondere Vorteile durch eine enge Beziehung zum Imperialen Haus Helmawr, indem es dieses nicht nur mit Gütern, sondern auch mit Informationen versorgt. Es wird gemunkelt, dass überall in Hive City Spione des Hauses arbeiten, um die Tätigkeiten der anderen Häuser zu überwachen. Es gibt sogar Gerüchte, nach denen das Haus Mitglieder anderer Häuser und sogar Mitglieder der Noblen Häuser auf der Gehaltsliste hat.
Andere Häuser begegnen dem Haus Delaque vor allem mit Misstrauen. Durch ihr Erscheinungsbild tun die Delaque allerdings auch nichts gegen ihren jahrhundertealten Ruf. Sie tragen meist lange Mäntel mit vielen Taschen, in denen schnell ein Gegenstand verschwinden oder eine Waffe auftauchen kann. Sie sind meistens sehr blass und glatzköpfig. Ihre Stimmen sind leise und flüsternd. Viele tragen Sonnenbrillen oder Implantate, um ihre Augen vor Licht zu schützen – Lichtempfindlichkeit ist ein weit verbreitetes Problem des Hauses. Dies rührt daher, dass das Territorium des Hauses sogar für Hive-City-Verhältnisse dunkel ist.

### Cawdor
Das Haus Cawdor ist ein Bollwerk des Kults der Redemptionisten, deren Propheten die Apokalypse predigen. Obwohl es den Kult überall in Hive City gibt, hat er im Haus Cawdor den Status einer Staatsreligion. Aus diesem Grund ist das Haus auch als Haus der Redemption bekannt.
Das Verhältnis zu anderen Häusern ist stark durch ihren Glauben bestimmt. Neben anderen Dingen verbietet dieser ihnen, ihre Gesichter in der Öffentlichkeit zu zeigen. Daher kann man die Mitglieder des Hauses sehr leicht an ihren Maskierungen erkennen. Der Kult der Redemption verlangt eine strikte Befolgung der Glaubensgrundsätze und jeder, der dem nicht nachkommt, wird vogelfrei und verfolgt. Hivebewohner, die nicht dem Kult folgen, werden als wertlose Ungläubige angesehen. Das Verhältnis des Hauses zu anderen Häusern ist daher sehr angespannt und oft wird vermutet, dass das Haus Cawdor Fanatiker des Kults innerhalb anderer Häuser unterstützt.

## Erweiterung
Games Workshop brachte auch eine Erweiterung heraus, die auf Deutsch Outlaws und auf Englisch Outlanders hieß.
Sie behandelt Gangs, die aus der Hive City verstoßen wurden und somit auf sich alleine gestellt im Underhive überleben müssen. Des Weiteren wurden vier neue Fraktionen eingeführt, die hier vorgestellt werden sollen.

### Scavvies
Scavvies sind der Abschaum des Underhives, oft so mutiert oder durch Inzest verändert, dass man selten von einem Menschen sprechen kann. Scavvies rotten sich im Underhive zusammen, um überleben zu können. Ihre Intelligenz und Kampffähigkeiten sind sehr beschränkt, aber in der Gruppe können sie auch einem erfahrenen Kämpfer gefährlich werden. Manchmal jedoch vereint ein besonders starkes Individuum mehrere Stämme, dann attackieren sie Siedlungen im Underhive. Meistens jedoch versuchen die Scavvies unerkannt zu operieren, um bei anderen Häusern nicht mehr aufzufallen als nötig. Oft engagieren Siedler und Hivebewohner Gangs oder Kopfgeldjäger, um eine Scavvieplage zurückzuschlagen.

### Der Kult der Redemption
Obwohl das Haus Cawdor faktisch durch den Kult der Redemption beherrscht wird, schickt dieser Kreuzzüge in den Underhive, um ihn von Ungläubigen und Mutanten zu befreien. Diese Kreuzzüge rekrutieren sich meist aus fanatischsten Anhängern des Kults, die keine Rücksicht auf geltende Gesetze nehmen. Dadurch werden diese Kreuzfahrer oft zu Outlaws erklärt, was die Anhänger jedoch nur in dem Glauben bestärkt, für die richtige Sache zu kämpfen. Sie bevorzugen einen sehr rohen Kampfstil und stürzen sich oft mit Flamme und Schwert in fast aussichtslose Situationen, nur geleitet von ihrem Fanatismus.

### Ratskins
Die Ratskins sind die „Ureinwohner“ des Underhives, Menschen, die seit Jahrhunderten in Stämmen durch den Underhive ziehen und im Einklang mit dieser Welt leben. Sie leben in einer schamanischen Stammeskultur und meiden den Kontakt zu anderen Bewohnern des Underhives. Sie sind in der Regel friedlich und bevorzugen ein zurückgezogenes Leben. Wenn sie allerdings durch Siedler oder Bewohner des Underhives bedrängt werden, greifen sie zu den Waffen, um ihren Lebensraum oder für sie heilige Orte zu verteidigen.

### Predatoren
Die Predatoren sind die Söhne und Töchter der Noblen Häuser der Spitze und kommen in Gruppen in den Underhive um sich, als eine Art Initiationsritus, zu beweisen. Hierbei tragen sie Kampfanzüge, die ihren jeweiligen Kampfstil entgegenkommen. Ein Jagdkader hat immer ein vorgestecktes Ziel, das entweder darin besteht, eine bestimmte Anzahl von Bewohnern des Underhives zu töten oder ein gewisses Maß an Erfahrung zu sammeln oder einfach nur eine bestimmte Zeit im Underhive zu überleben. Nachdem sie ihre vorgesteckten Ziele erreicht haben, kehren sie wieder in die Spitze zurück und führen dann ein ganz normales Leben innerhalb der noblen Häuser. Manche jedoch sehnen sich nach dem Rausch der Jagd und kehren immer wieder zurück.
Unterstützung können die Predatoren durch ihre Matriarchin oder ihren Patriarchen erhalten, erfahrene Predatoren, die über noch weiter entwickelte Kampfanzüge verfügen.

## Andere Fraktionen
Es gibt eine Reihe von Fraktionen, die in Necromunda auch spielbar sind, jedoch keine eigene Gang bilden, sondern als Söldner von einer Gang hinzugekauft werden.

### Unterweltabschaum
Unterweltabschaum sind klassische Söldner, die eine Gang rekrutieren können, wenn sie schnell erfahrene Verstärkung für den Kampf brauchen.

### Kopfgeldjäger
Auch Kopfgeldjäger verstärken die Kampfkraft einer Gang, wobei diese meistens besser ausgerüstet und erfahrener sind als zum Beispiel Unterweltabschaum.

### Ratskin Scouts
Dann und wann verschlägt es einen Ratskin in die Zivilisation und er bietet seine Kenntnisse den Hive betreffend dem Meistbietenden an. Er unterstützt eine Gang ebenfalls im Kampf. Allerdings hat ein Ratskin, der so viel Kontakt zur Außenwelt hat, meistens nicht mehr die Möglichkeit zu seinem Stamm zurückzukehren und wird von seinen ehemaligen Stammesangehörigen Badskin genannt.

### Grubensklaven
In den Minen und Fabriken Necromundas arbeiten sehr viele Sklaven. Diese sind meistens nicht mehr 100%ig menschlich, da sie für ihre Arbeit mit Hilfe bionischer Implantate modifiziert wurden. So kann es beispielsweise sein, dass ein Arm durch eine Kreissäge oder einen Bohrer ersetzt wurde, um den jeweiligen Erfordernissen zu genügen. Manchmal gelingt einem solchen Sklaven die Flucht und um überleben zu können bietet er seine Fähigkeiten im Kampf einer Gang an. Diese muss sich jedoch darüber im Klaren sein, dass es ein Verbrechen ist, einen entlaufenen Sklaven zu beschäftigen und dass eine Chance besteht als Outlaw verbannt zu werden.

### Psioniker
Es kommt immer wieder vor, dass ein Mensch angeborene, übernatürliche, sogenannte psionische Fähigkeiten besitzt. Das Imperium ist Psionikern aufgrund ihres ständigen Kontakts zum Warpraum gegenüber sehr misstrauisch und in der Regel werden Psioniker verfolgt oder von Greiferflotten aufgesammelt und nach Terra verschifft, um dort als Psioniker im Imperialen Dienst ausgebildet zu werden. Wer diesem Schicksal entgehen möchte, flüchtet in den Underhive. Einige Psioniker haben Glück und ihre heilerischen oder hellseherischen Fähigkeiten werden von den Siedlern als nützlich erachtet. Diese Psioniker werden geachtete und respektierte Mitglieder einer Gemeinschaft. Oft aber sind Gangs an den zerstörerischen Fähigkeiten eines Psionikers sehr interessiert und viele nehmen die mögliche Verbannung in Kauf, um im Kampf einen Vorteil durch einen mitgeführten Psioniker zu haben.

## Neuveröffentlichungen
2017 erschien unter dem Namen Necromunda: Underhive eine Neuauflage des Spiels, auch in deutscher Sprache. Die nachfolgenden Editionen Necromunda: Dark Uprising (2019) und Necromunda: Hive War (2021) sowie alle zugehörigen Regel- und Erweiterungsbücher erschienen nur noch in englischer Sprache.

## Videospiele
Es existieren zwei offizielle Videospiele, die auf Necromunda basieren: Necromunda: Underhive Wars (PS4, Xbox One, Windows), ein rundenbasiertes Rollenspiel von 2020, und Necromunda: Hired Gun, ein 2021 erschienener Ego-Shooter für PS4, PS5, Xbox One, Xbox Series und Windows.